# Буцькі
Буцькі (пол. Bućki) — село в Польщі, у гміні Пшеросль Сувальського повіту Підляського воєводства.
Населення — 53 особи (2011).
У 1975-1998 роках село належало до Сувальського воєводства.

## Демографія
Демографічна структура станом на 31 березня 2011 року:
|          | Загалом | Допрацездатний вік | Працездатний вік | Постпрацездатний вік |
| -------- | ------- | ------------------ | ---------------- | -------------------- |
| Чоловіки | 24      | 6                  | 14               | 4                    |
| Жінки    | 29      | 9                  | 11               | 9                    |
| Разом    | 53      | 15                 | 25               | 13                   |